# Хулен Ахірресабала
Хулен Ахірресаба́ла Асту́лес (ісп. Julen Agirrezabala Astúlez; нар. 26 грудня 2000, Сан-Себастьян) — іспанський футболіст, воротар клубу «Атлетік» (Більбао), який на правах оренди виступає за «Валенсію».

## Клубна кар'єра

### «Атлетік» (Більбао)
Почав займатися футболом в юнацькій команді «Антігуоко», а 2018 року приєднався до академії клубу «Атлетік» (Більбао). 2018 року почав виступати за фарм-клуб «Басконія» в Терсері, в складі якої провів сезон 2019–20.
1 листопада 2020 року дебютував за резервну команду, вийшовши в стартовому складі матчу Сегунди Б проти клубу «Португалете», також відбивши пенальті. 15 березня 2021 року продовжив контракт з «Атлетіком» до 2025 року.
У червні 2021 року був переведений до першої команди головним тренером Марселіно під час передсезонної підготовки. 16 серпня дебютував за «Атлетік» у матчі Ла-Ліги проти «Ельче». Таким чином став 4-им наймолодшим (20 років, 233 дні) воротарем «Атлетіка», що зіграв у матчі Ла-Ліги за останні 50 років та наймолодшим у 21 столітті. Всього провів за першу команду «Атлетіка» 9 матчів, а здебільшого виступав у сезоні 2021–22 за резервну команду в Прімері Федерасьйон.
Перед початком сезону 2022–23 був переведений до першої команди «Атлетіка». Як запасний воротар зіграв у сезоні 15 матчів (8 у чемпіонаті та 7 — у Кубку). Наступний сезон 2023–24 розпочав як запасний воротар команди, виступаючи здебільшого в матчах за Кубок Іспанії, з якою пробився у фінал. У фінальній грі проти «Мальорки» переміг у серії післяматчевих пенальті, здобувши свій перший трофей з клубом.
31 травня 2024 року підписав новий контракт з «Атлетіком» до 2027 року з опцією продовження ще на два роки. 26 вересня 2024 року в матчі загального етапу Ліги Європи УЄФА проти італійської «Роми» дебютував у єврокубках.

#### Оренда в «Валенсію»
11 липня 2025 року відправився в сезонну оренду в «Валенсію» без права викупу.

## Кар'єра в збірній
26 серпня 2021 року вперше викликаний до молодіжної збірної Іспанії для участі у відбіркових матчах до чемпіонату Європи (до 21 року). Влітку 2023 року в складі молодіжної збірної брав участь у фінальній частині чемпіонату Європи (до 21 року). На турнірі був запасним воротарем і зіграв лише 1 матч проти збірної України (2–2), а іспанці дійшли до фіналу, де поступились англійцям.
23 березня 2024 року дебютував за збірну Країни Басків в товариському матчі проти збірної Уругваю.

## Статистика виступів
Станом на 8 травня 2025 
| Клуб              | Сезон             | Чемпіонат           | Чемпіонат | Чемпіонат | Кубок | Кубок | Єврокубки | Єврокубки | Інші  | Інші | Всього | Всього |
| Клуб              | Сезон             | Дивізіон            | Матчі     | Голи      | Матчі | Голи  | Матчі     | Голи      | Матчі | Голи | Матчі  | Голи   |
| ----------------- | ----------------- | ------------------- | --------- | --------- | ----- | ----- | --------- | --------- | ----- | ---- | ------ | ------ |
| Басконія          | 2019–20           | Терсера Дивізіон    | 19        | –19       | —     | —     | —         | —         | —     | —    | 19     | –19    |
| Басконія          | 2020–21           | Терсера Дивізіон    | 1         | 0         | —     | —     | —         | —         | —     | —    | 1      | 0      |
| Басконія          | Всього            | Всього              | 20        | –19       | —     | —     | —         | —         | —     | —    | 20     | –19    |
| Більбао Атлетік   | 2020–21           | Сегунда Дивізіон Б  | 14        | –12       | —     | —     | —         | —         | —     | —    | 14     | –12    |
| Більбао Атлетік   | 2021–22           | Прімера Федерасьйон | 27        | –33       | —     | —     | —         | —         | —     | —    | 27     | –33    |
| Більбао Атлетік   | Всього            | Всього              | 41        | –45       | —     | —     | —         | —         | —     | —    | 41     | –45    |
| Атлетік (Більбао) | 2021–22           | Ла-Ліга             | 4         | –5        | 5     | –4    | —         | —         | 0     | 0    | 9      | –9     |
| Атлетік (Більбао) | 2022–23           | Ла-Ліга             | 8         | –6        | 7     | –4    | —         | —         | —     | —    | 15     | –10    |
| Атлетік (Більбао) | 2023–24           | Ла-Ліга             | 4         | –4        | 8     | –4    | —         | —         | —     | —    | 12     | –8     |
| Атлетік (Більбао) | 2024–25           | Ла-Ліга             | 14        | –9        | 2     | –3    | 13        | –17       | 0     | 0    | 29     | –31    |
| Атлетік (Більбао) | Всього            | Всього              | 30        | –24       | 22    | –15   | 13        | –17       | 0     | 0    | 65     | –56    |
| → Валенсія        | 2025–26           | Ла-Ліга             | 0         | 0         | 0     | 0     | —         | —         | 0     | 0    | 0      | 0      |
| Всього за кар'єру | Всього за кар'єру | Всього за кар'єру   | 91        | –88       | 22    | –15   | 13        | –17       | 0     | 0    | 126    | –119   |

1. ↑  Матчі в Лізі Європи УЄФА

## Досягнення
«Атлетік» (Більбао)
- Володар Кубка Іспанії: 2023–24[25]

Збірна Іспанії (до 21 року)
- Срібний призер молодіжного чемпіонату Європи (до 21 року): 2023[26]